# Antistrophe oxyantha
Antistrophe oxyantha är en viveväxtart som först beskrevs av Nathaniel Wallich och A. Dc., och fick sitt nu gällande namn av A. Dc. Antistrophe oxyantha ingår i släktet Antistrophe och familjen viveväxter. Inga underarter finns listade i Catalogue of Life.